# 프리스트 (2011년 영화)
《프리스트》(Priest)는 2011년 공개된 미국의 영화이다. 스콧 스튜어트 감독, 코리 굿먼 각본 영화로, 형민우의 대한민국 동명 만화를 원작으로 한다.

## 출연

### 주연
- 폴 베타니
- 매기 큐

### 조연
- 칼 어번
- 캠 지갠뎃
- 릴리 콜린스
- 브래드 듀리프
- 스티븐 모이어
- 크리스토퍼 플러머
- 앨런 데일
- 매드첸 아믹
- 제이콥 홉킨스
- 데이브 플로렉
- 조쉬 윙게이트
- 존 브레이버
- 케이시 파이레티
- 테오 키프리
- 존 그리핀
- 데이비드 바쿠스
- 로저 스톤버너
- 데이빗 비안치
- 타노아이 리드
- 아놀드 천
- 헨리 킹지 주니어
- 오스틴 프리스터
- 마릴린 브렛
- 케닌 하우웰
- 줄리 몬드
- 마이클 D. 나이
- 라이너 숀
- 케빈 T. 맥카시
- 보유엔
- 안소니 아지지
- 프라모드 쿠마

## 기타
- 공동제작: 니콜라스 스턴
- 조감독: 앨버트 조
- 조감독: 아론 크리클로우
- 조감독: 스티브 단톤
- 조감독: 찰스 깁슨
- 조감독: 이반 크랄예빅
- 조감독: 세실리아 막
- 조감독: 밀로스 밀리세빅
- 조감독: 자넬 M. 사멜맨
- 조감독: 테사 린 스티븐슨
- 조감독: 크리스토퍼 우즈
- 미술: 리처드 브릿지랜드
- 세트: 로버트 그린필드
- 의상: 하 뉴엔
- 분장부문: 스티븐 E. 앤더슨
- 분장부문: 제드 도노프
- 분장부문: 마크 가바리노
- 분장부문: 제이크 가버
- 분장부문: 그레디 홀더
- 분장부문: 가렛 임멜
- 분장부문: 매튜 예르겐센
- 분장부문: 제이미 켈먼
- 분장부문: 코리나 리벨
- 분장부문: 제임스 맥키논
- 분장부문: 마이크 맥카티
- 분장부문: 바트 믹슨
- 분장부문: 마이클 무어
- 분장부문: 비 닐
- 분장부문: 게리 J. 퍼티콘
- 분장부문: 레펭 쿠
- 분장부문: 앤디 쇼엔버그
- 분장부문: 테리 벨라스퀘즈
- 분장부문: 크리스티나 왈츠
- 배역: 릭 몽고메리
- 프로덕션매니저: 제니퍼 블레어
- 프로덕션매니저: 빌리 보니필드
- 프로덕션매니저: 글렌 S. 게이너
- 프로덕션매니저: 돈 터너